# Indian Springs (Maryland)
Indian Springs es un lugar designado por el censo ubicado en el condado de Washington en el estado estadounidense de Maryland. En el Censo de 2010 tenía una población de 64 habitantes y una densidad poblacional de 213,02 personas por km².

## Geografía
Indian Springs se encuentra ubicado en las coordenadas 39°38′44″N 78°0′27″O / 39.64556, -78.00750. Según la Oficina del Censo de los Estados Unidos, Indian Springs tiene una superficie total de 0.3 km², de la cual 0.3 km² corresponden a tierra firme y (0%) 0 km² es agua.

## Demografía
Según el censo de 2010, había 64 personas residiendo en Indian Springs. La densidad de población era de 213,02 hab./km². De los 64 habitantes, Indian Springs estaba compuesto por el 100% blancos, el 0% eran afroamericanos, el 0% eran amerindios, el 0% eran asiáticos, el 0% eran isleños del Pacífico, el 0% eran de otras razas y el 0% pertenecían a dos o más razas. Del total de la población el 0% eran hispanos o latinos de cualquier raza.